# Paulina Kewes
Paulina Kewes (ur. 1964 w Gdyni) – brytyjska historyczka literatury, doktor nauk humanistycznych na Uniwersytecie w Oksfordzie.

## Życiorys
Absolwentka III LO w Gdyni. Studiowała i ukończyła w 1988 Wydział Filologii Angielskiej na Uniwersytecie Gdańskim. W 1996 obroniła doktorat w Jesus College na Uniwersytecie w Oksfordzie, rok później została wykładowczynią na Uniwersytecie w Aberystwyth i pracowała tam do 2003. Następnie powróciła do Jesus College, gdzie wykładała historię literatury angielskiej w seminarium podyplomowym. Paulina Kewes jest członkinią Royal Historical Society, zasiada w komitecie Oxford English Monographs Committee oraz w redakcjach The Huntington Library Quarterly, Postgraduate English i Critical Survey. Jest autorką książek, licznych publikacji, felietonów oraz recenzji. Jest członkinią Polskiego Towarzystwa Naukowego na Obczyźnie.

## Książki
- This Great Matter of Succession: England’s Debate,1553-1603;
- Stuart Succession Literature: Moments and Transformations (wsółautor Andrew McRae);
- Doubtful and Dangerous: The Question of Succession in Late Elizabethan England (współautor Susan Doran);
- The Oxford Handbook of Holinshed’s Chronicles (współautorzy Ian Archer i Felicity Heal);
- The Uses of History in Early Modern England;
- Plagiarism in Early Modern England;
- Writing for the Stage in England, 1660-1710.